# Ulrich Czermak
Ulrich Andreas Czermak (* 5. September 1967 in Marktredwitz) ist ein ehemaliger deutscher Moderner Fünfkämpfer.
Ulrich Czermak startete für den OSC Münchener Sportclub, bei einer Größe von 1,84 m wog er zu Wettkampfzeiten 69 kg. Im Nachwuchsbereich gewann er, noch als A-Jugendlicher, den bayrischen Meistertitel der Junioren 1985. 1990 wurde er Dritter der deutschen Meisterschaften, 1991 Vizemeister und 1992 gewann er seinen einzigen Meistertitel. Zweimal gelang ihm bei Weltmeisterschaften der Sprung aufs Podest, jeweils mit der Staffel. 1989 wurde er in Budapest gemeinsam mit Nico Motchebon und Uwe Zimmer Vizeweltmeister und 1991 in der Besetzung Olschewski, Motchebon, Czermak in San Antonio Dritter. Czermak war Teilnehmer bei den Olympischen Sommerspielen 1992 in Barcelona. Im Einzelwettbewerb wurde er beim Sieg des Polen Arkadiusz Skrzypaszek 45., mit der Mannschaft, bestehend aus Dirk Knappheide, Czermak und Pawel Olschewski, Elfter. Beim Einzel hatte er im Fechten und Schießen seine besten Ergebnisse, kam jedoch mit dem ihm zugelosten Pferd nicht zurecht und wurde im Reiten Drittletzter.